# Movimiento de Desarrollo
Movimiento de Desarrollo (en georgiano: შენების მოძრაობა, romanizado: shenebis modzraoba) fue un partido político centrista en Georgia, fundado por el expresidente del Parlamento de Georgia, Davit Usupashvili, y exmiembros del Partido Republicano de Georgia y por el Foro Nacional. El partido fue disuelto en 2019.

## Historia
En diciembre de 2019 se creó el nuevo partido político Lelo por Georgia y el Movimiento de Desarrollo se integró en el mismo.

## Resultados electorales

### Elecciones presidenciales
| Elección | Votos  | %    | Candidato         | +/–   | Posición |
| -------- | ------ | ---- | ----------------- | ----- | -------- |
| 2018     | 36.005 | 2,26 | Davit Usupashvili | Nuevo | 6.º      |

### Elecciones locales
El partido no se presentó en muchos municipios, obteniendo sus mejores resultados en Dmanisi (9,02%), Chojatauri (7,99%) y Kaspi (7,94%).
| Election | Votes  | %    | Seats  | +/–   |
| -------- | ------ | ---- | ------ | ----- |
| 2017     | 11.429 | 2,86 | 9/2068 | Nuevo |